# Carnes Crag
Carnes Crag är en kulle i Antarktis. Den ligger i Östantarktis. Nya Zeeland gör anspråk på området. Toppen på Carnes Crag är 1 310 meter över havet, eller 297 meter över den omgivande terrängen. Bredden vid basen är 1,2 km.
Terrängen runt Carnes Crag är varierad. Trakten är obefolkad. Det finns inga samhällen i närheten.